# Lanistes solidus
Lanistes solidus é uma espécie de gastrópode  da família Ampullariidae.
Pode ser encontrada nos seguintes países: Malawi e Moçambique.